# Non Sung (huyện)
Non Sung (tiếng Thái: โนนสูง) là một huyện (amphoe) ở trung bộ của tỉnh Nakhon Ratchasima, đông bắc Thái Lan.

## Lịch sử
Huyện này được đổi tên từ Non Wat thành Non Sung vào năm 1939.

## Địa lý
Các huyện giáp ranh (từ phía bắc theo chiều kim đồng hồ) là Khong, Phimai, Chakkarat, [[huyện Chaloem Phra Kiat, tỉnh Nakhon Ratchasima|Chaloem Phra Kiat]], Mueang Nakhon Ratchasima, Non Thai và Kham Sakaesaeng. Ban Non Wat.

## Hành chính
Huyện này được chia thành 16 phó huyện (tambon). Có 7 thị trấn (thesaban tambon):  Non Sung nằm trên toàn bộ tambon Non Sung,Talat Khae nằm trên một phần của tambon Than Prasat, Don Wai nằm trên toàn bộ tambon Don Wai, Makha nằm trên toàn bộ tambon Makha, Dan Khla nằm trên toàn bộ tambon Dan Khla, Mai nằm trên toàn bộ tambon Mai và Ho Kham nằm trên toàn bộ tambon Ho Kham.
| 1.  | Non Sung       | โนนสูง      |  |
| 2.  | Mai            | ใหม่        |  |
| 3.  | Tanot          | โตนด       |  |
| 4.  | Bing           | บิง         |  |
| 5.  | Don Chomphu    | ดอนชมพู     |  |
| 6.  | Than Prasat    | ธารปราสาท  |  |
| 7.  | Lum Khao       | หลุมข้าว     |  |
| 8.  | Makha          | มะค่า       |  |
| 9.  | Phon Songkhram | พลสงคราม   |  |
| 10. | Chan-at        | จันอัด       |  |
| 11. | Kham Thao      | ขามเฒ่า     |  |
| 12. | Dan Khla       | ด่านคล้า     |  |
| 13. | Lam Kho Hong   | ลำคอหงษ์    |  |
| 14. | Mueang Prasat  | เมืองปราสาท |  |
| 15. | Don Wai        | ดอนหวาย    |  |
| 16. | Lam Mun        | ลำมูล       |  |